# 玛纳斯站
玛纳斯站是位于中华人民共和国新疆维吾尔自治区昌吉回族自治州玛纳斯县玛纳斯镇的一个铁路车站，建于1988年，有北疆铁路经过该站，现办理客货运业务，车站及其上下行区间均为电气化区段。车站距离乌鲁木齐南站133公里，隶属中国铁路乌鲁木齐局集团，是四等站。